# Artur Klinau
Artur Klinau (biał. Артур Клінаў, ur. w 1965 w Mińsku) – białoruski artysta konceptualny (malarz, performer), pisarz i fotografik.
W 1987 ukończył studia na wydziale architektury. Jego dzieła były wystawiane na Białorusi i za granicą, w tym także w Polsce. Od 1998 jest prezesem Białoruskiego Stowarzyszenia Sztuki Współczesnej. Od 2001 jest wydawcą magazynu pARTisan. Jest autorem albumu fotograficznego poświęconego Mińsku, a także książki wspomnieniowej Mińsk. Przewodnik po Mieście Słońca, w której osobiste przeżycia autora przeplatają się z opisem historii i architektury miasta. Tytuł nawiązuje do utopijnego dzieła Tommaso Campanelli (Miasto Słońca).
Mieszka i tworzy w Mińsku.